# Якутский острог
Якутский острог (Ленский острог) — укреплённое поселение, первоначально построенное на правом берегу реки Лены в 70 км ниже по течению от места расположения современного Якутска на земле бетунских якутов. Острог был заложен 25 сентября (5 октября) 1632 года енисейским сотником Петром Бекетовым. В 1642 году был перенесён на современное место, став ядром и центром города Якутска.

## Первый Якутский острог
В январе 1627 году русский землепроходец потомственный сын боярский Пётр Бекетов по челобитной был направлен в Сибирь в Енисейский острог для несения службы в качестве стрелецкого сотника. В мае 1630 года Бекетов был отправлен на «дальную службу на Лену реку», где собирал ясак с эвенков и бурят. В мае 1632 года он с казаками оказался на земле бетунцев, которых первыми из якутов принудил шертовать русскому царю. В сентябре он столкнулся с батулинцами, оказавшими неповиновение, но затем также вынуждены были принять присягу на верность договорным отношениям с Русским государством. Однако не все роды якутов добровольно соглашались платить ясак, а оказывали вооружённое сопротивление. Для дальнейшего укрепления своего положения Пётр Бекетов решил построить в центре (как он думал) якутской земли острог. В своём докладе в Сибирский приказ об этом он писал: «Того же году сентябре в 25 день по государеву великого князя Михаила Федоровича всея Руси указу поставил я, Петр, со служилыми людьми по Лене реке острог для государева величества в дальней окраине и для государева ясачного збору и для приезду якуцких людей. А преж тово на Лене реке и в якуцкой земле государева острогу не бывало нигде». Первоначально острог называли «Ленским». Он был заложен на месте называемом «Чуковым полем» (по другим сведениям «урочищем Гимадай». В 1635 году казаки, жившие в Якутском остроге,  получили название якутских казаков.
В 1633 году постоянных жителей в остроге насчитывалось до 200 человек. В январе 1634 года объединённые силы ряда якутских племён разбили русский отряд атамана Галкина и почти два месяца держали в осаде Якутский острог. Восстание, однако, не привело к полному успеху вследствие межплеменной розни и нерешительности князцов. До июня 1638 года острог подчинялся Енисейскому воеводе. С 1638 года Якутский острог стал самостоятельным — здесь было образовано отдельное воеводство. 1 (11) июня 1640 года в острог прибыли первый воевода (с правом главнокомандующего) Пётр Петрович Головин, его товарищ Матвей Богданович Глебов и дьяк Ефим Филатов. После учреждения якутского воеводства острожек стал центральным местом всех земель на северо-востоке Сибири.

## Второй Якутский острог
В 1642 году Якутский острог был перенесён на левый берег Лены к озеру Сайсары, где и возник современный Якутск. Деревянная крепость с башнями по углам, брустверами, амбразурами, бойницами и прочими сооружениями имела в плане четырёхугольный вид и соответствовала всем требованиям самобытной казачьей фортификации для того времени. Снаружи, на расстоянии ружейного выстрела, острог был обнесён высоким частоколом. Внутри крепости находились амбары для продовольствия и склады пушнины.
Пожар 1701 года сильно повредил Якутский острог. Огнем полностью уничтожены соборная церковь, встроенная в стену рублей крепости, три башни, колокольня, приказная изба, караульная, казенный амбар, рубленые стены крепости с южной и восточной стороны. Северная и южная стены были разобраны еще в 1824 году. В 1922 году почти все сооружения были разобраны на дрова. К тому времени они были сильно разрушены и представляли угрозу для горожан.
Восточная надвратная башня простояла до советской эпохи, после чего была перемещена на территорию Якутского краеведческого музея. В 1981 году башня была отреставрирована Александром Ополовниковым. Башня сгорела в 2002 году в результате умышленного поджога. Ныне копии башен острога располагаются в районе Старого города.
Восточная надвратная башня острога является символом Якутска, её силуэт присутствует на флаге и старом гербе города 1965 года.

## Галерея

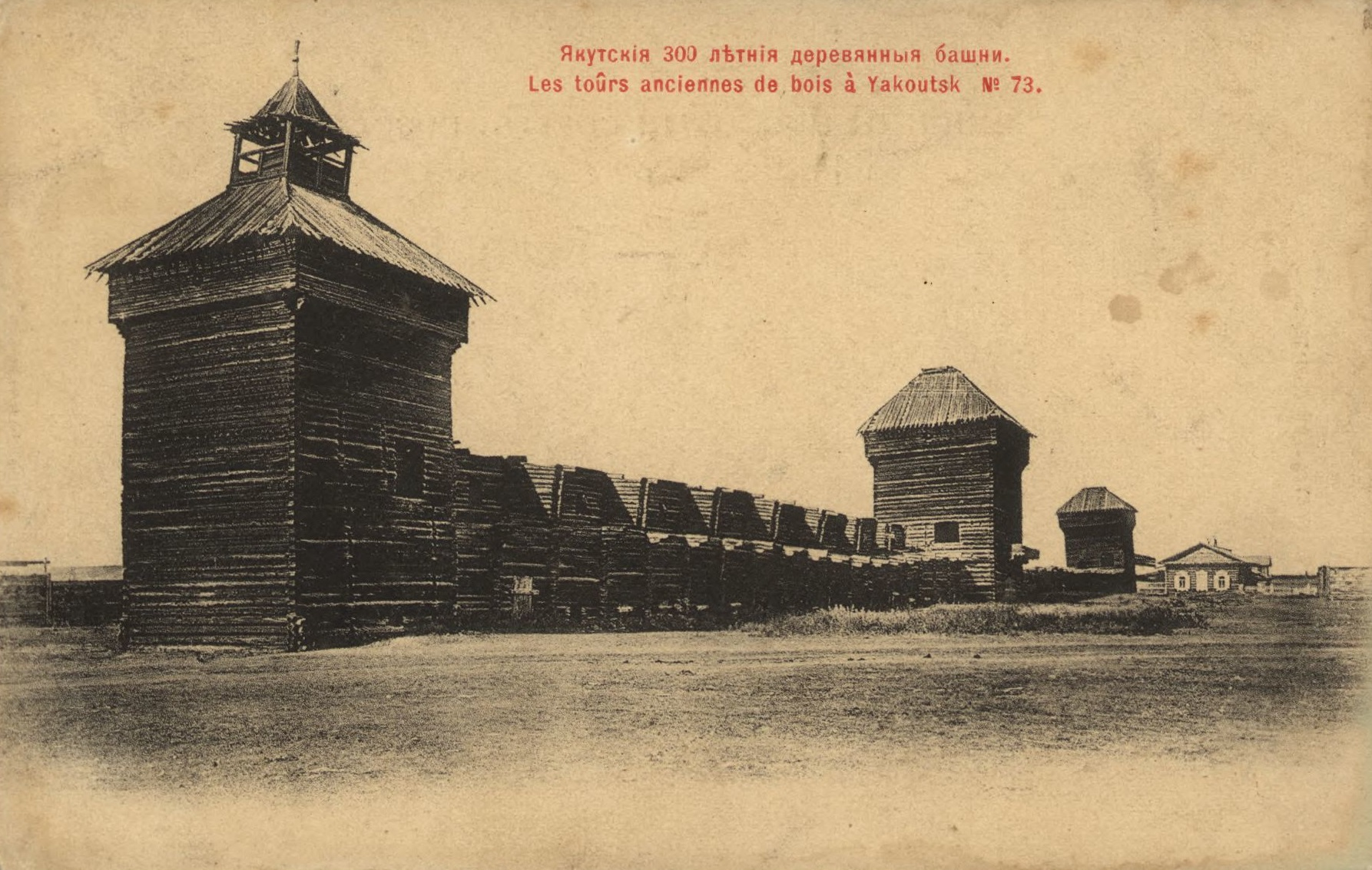
Уцелевшая часть Якутского острога в 1902 году
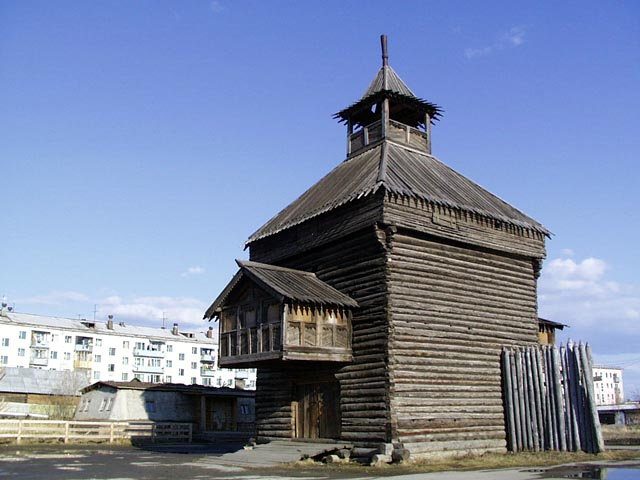
Восточная надвратная башня Якутского острога. Располагалась на территории Якутского краеведческого музея. Сгорела в 2002 году.
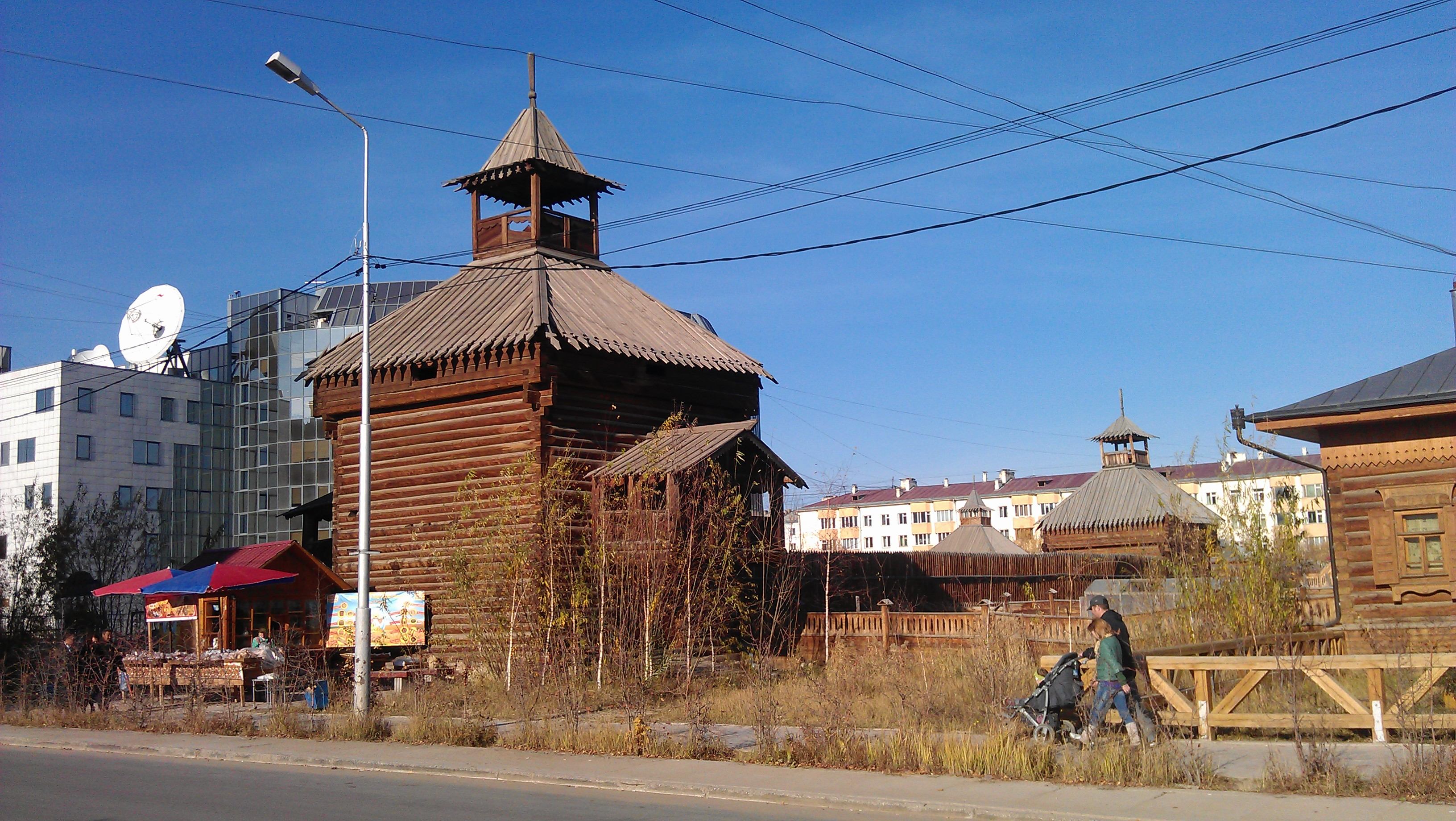
Копии башен Якутского острога в Старом городе